# 彪角镇
彪角镇，是中华人民共和国陕西省宝鸡市凤翔区下辖的一个乡镇级行政单位。

## 行政区划
彪角镇下辖以下地区：
彪角村、候丰村、冯家村、沈家坡村、上庄村、杨丹村、老营村、三龙村、卧龙村、李家堡村、南务村、石落务村、豆家凹村、北旗务村、下郭店村、上郭店村、小旗务村、三岔村、导子村和南家凹村。